# James Galanos
James Galanos (Filadelfia, 20 de septiembre de 1924-West Hollywood, 30 de octubre de 2016) fue un diseñador de moda estadounidense. 

## Biografía
Era hijo de Gregory Galanos y Helen Gorgoliatos, de origen griego. Estudió en la Traphagen School of Fashion de Nueva York (1942-1943). Entre 1944 y 1945 trabajó como asistente para Hattie Carnegie y, a continuación, como dibujante para Jean Louis en Columbia Pictures, en Hollywood. En 1946 se instaló en París, donde fue aprendiz en el taller de Robert Piguet. En 1948 regresó a Nueva York y, en 1951, creó su propia empresa, Galanos Originals.
Galanos se movió en un estilo clásico y glamuroso, con prendas que destacaban por su corte preciso, con uso de telas europeas. Destacó especialmente en la confección de vestidos de noche, sobre todo los confeccionados con chiffon. En los años 1950 diseñó prendas de atrevidos estampados y fue uno de los primeros en utilizar el cuello de herradura en trajes. En los 1960 y 1970 diseñó vestidos clásicos de amplia caída y mangas ondulantes. Trabajó especialmente con chiffon, seda, terciopelo, brocado, lana y telas estampadas. Fueron famosos sus vestidos de noche negros de crepé de lana con escotes en la espalda.
Fue galardonado con diversos premios, como el Coty American Fashion Critics (1954 y 1956) y el American Hall of Fame (1959).